# Robyn Grey-Gardner
Robyn Grey-Gardner, född den 6 september 1964, är en australisk roddare.
Hon tog OS-brons i fyra med styrman i samband med de olympiska roddtävlingarna 1984 i Los Angeles.